# Giovanni Battista Tiepolo
Giovanni Battista Tiepolo lub Giambattista Tiepolo (ur. 5 marca 1696 w Wenecji, zm. 27 marca 1770 w Madrycie) – włoski malarz, freskant, rysownik, grafik i rytownik okresu rokoka, ostatni z wielkich mistrzów weneckiego malarstwa dekoracyjnego.

## Życiorys
Pochodził z bogatej rodziny weneckiej. Był synem kupca i kapitana statku. Około 1710 wstąpił do pracowni malarza portretów i scen historycznych – Gregoria Lazzariniego (1655–1730). W 1717 został członkiem gildii malarzy i mając zaledwie 21 lat stał się niezależnym artystą. W 1719 poślubił Cecylię Guardi, siostrę Francesca Guardiego. W 1722 wszedł w skład ekipy malarzy, ozdabiających nawę kościoła San Stae. Następnie malował freski w Udine, Mediolanie, Bergamo, Weronie i Vicenzy. W 1740 udał się ponownie do Mediolanu, gdzie pracował przy dekoracji Palazzo Clerici. W 1743 został doradcą i pośrednikiem hrabiego Francesca Algarottiego (1712–64), który zajmował się kupnem dzieł przeznaczonych do kolekcji elektora saskiego i króla Polski Augusta III (1696–1763). W latach 1746–1747 malował freski w weneckim Palazzo Labia. W latach 1751–1753 wraz z synami przebywał w Würzburgu, gdzie wykonał cykl gigantycznych fresków w rezydencji biskupiej. Po powrocie do Wenecji zrealizował szereg nowych zleceń, malując dekoracje ścienne m.in. w pałacu Ca’ Rezzonico, w willi hrabiego Valmarana w Vicenzy oraz w Villa Pisani w Stra k. Padwy. W 1756 objął stanowisko przewodniczącego weneckiej Akademii Malarstwa i Rzeźby. Na początku 1762, na zaproszenie króla Hiszpanii Karola III (1759–1789), przeniósł się do Madrytu, gdzie wykonał dekorację plafonu Sali Tronowej Palacio Real. Zmarł nagle w 1770. Pochowany został w madryckim kościele św. Marcina.
Malarzami byli również jego dwaj synowie: Giovanni Domenico Tiepolo (1726–1795) i Lorenzo Baldissera Tiepolo (1728–1777).

## Twórczość
Wykonywał olbrzymie malowidła ścienne i obrazy religijne dla kościołów i pałaców. Malował też sceny mitologiczne i alegoryczne oraz portrety. Był artystą bardzo płodnym. Pozostawił 400 płócien, 20 olbrzymich zespołów dekoracyjnych malowanych klasyczną techniką al fresco oraz ok. 2600 rysunków wykonanych ołówkiem, węglem, sangwiną, pastelem lub piórkiem. W jego twórczości widać wpływy Giovanniego Battisty Piazzetty, Sebastiana Ricciego oraz Paola Veronesego. Jego szczytowym osiągnięciem jest freskowa dekoracja reprezentacyjnych schodów i Sali Cesarskiej w Rezydencji w Würzburgu (1751–53), łącząca elementy malarstwa historycznego, motywów mitologicznych i alegorii.

## Wybrane dzieła

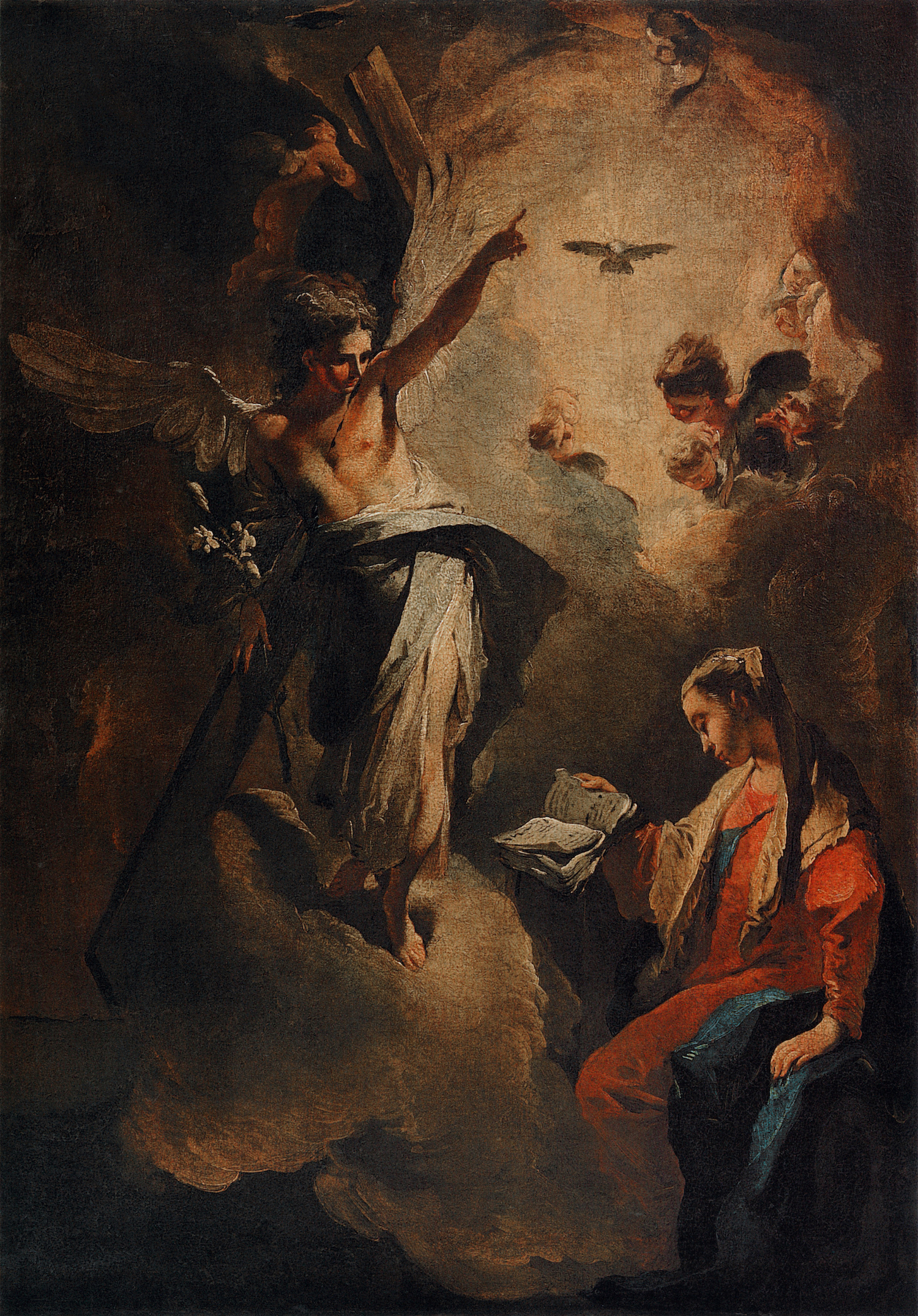
Zwiastowanie Najświętszej Pannie Marii (ok. 1725), Zamek Królewski na Wawelu, Kraków

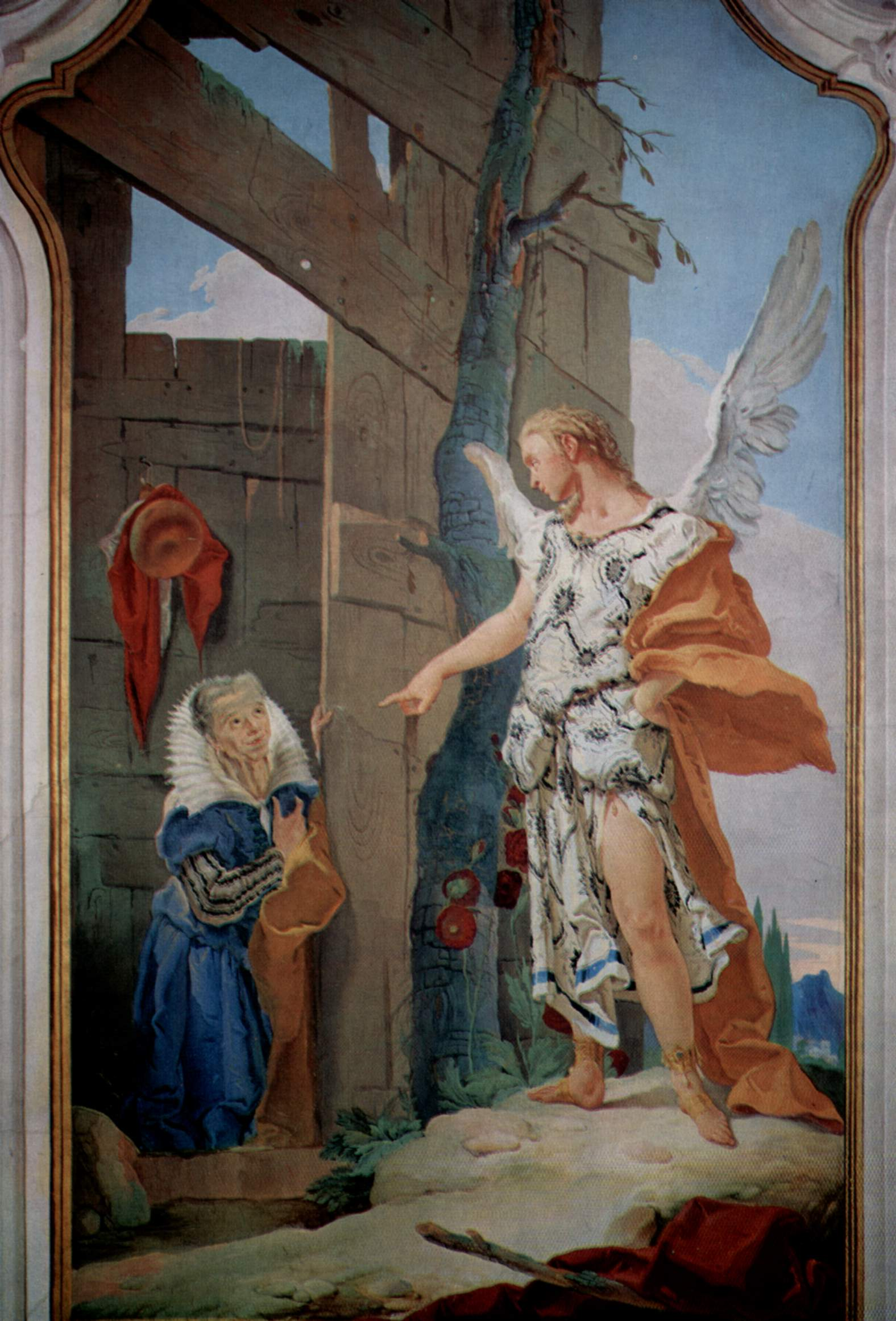
Anioł ukazujący się Sarze (1726–28)

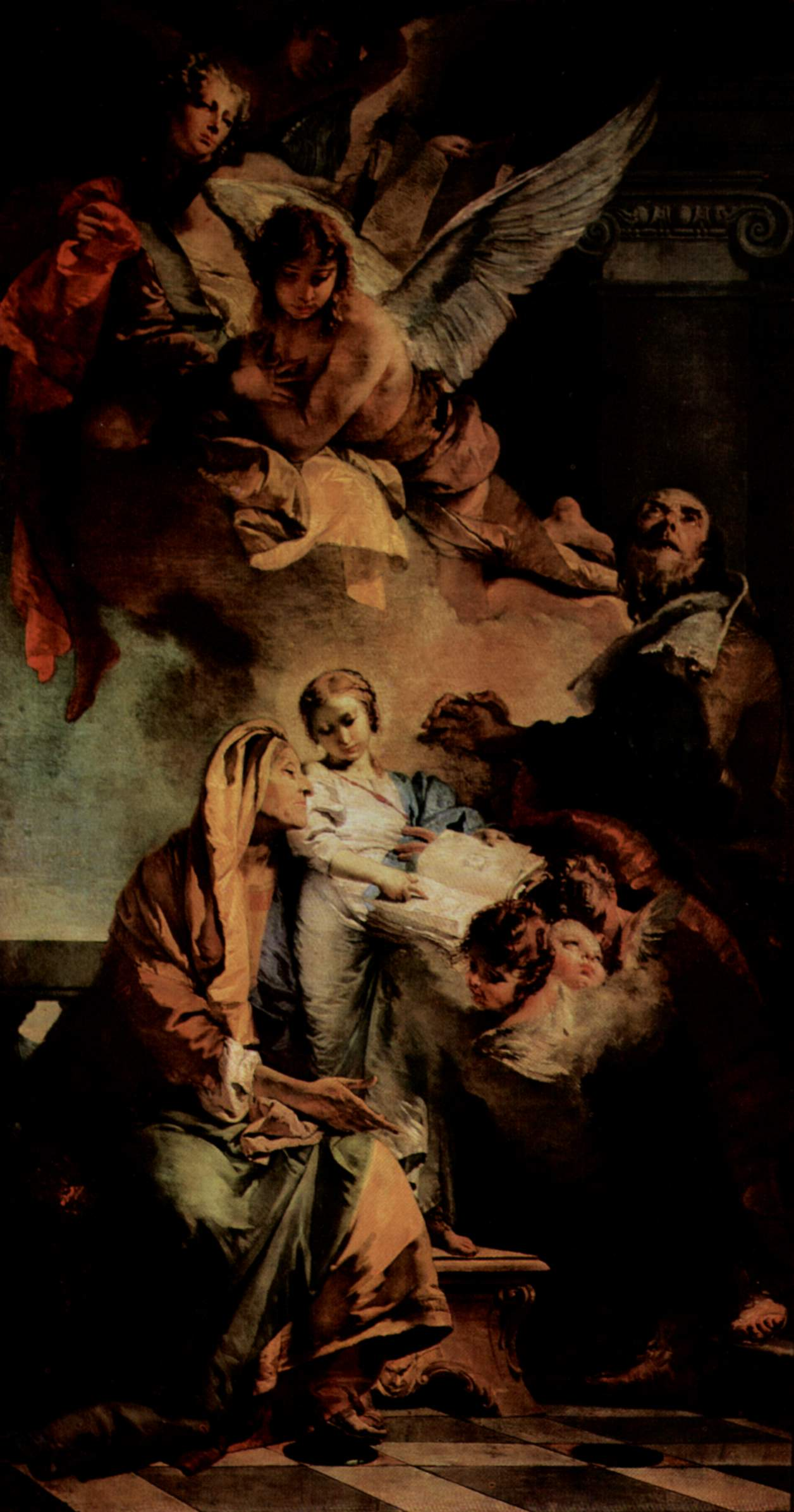
Edukacja Marii (ok. 1732), Santa Maria della Fava, Wenecja

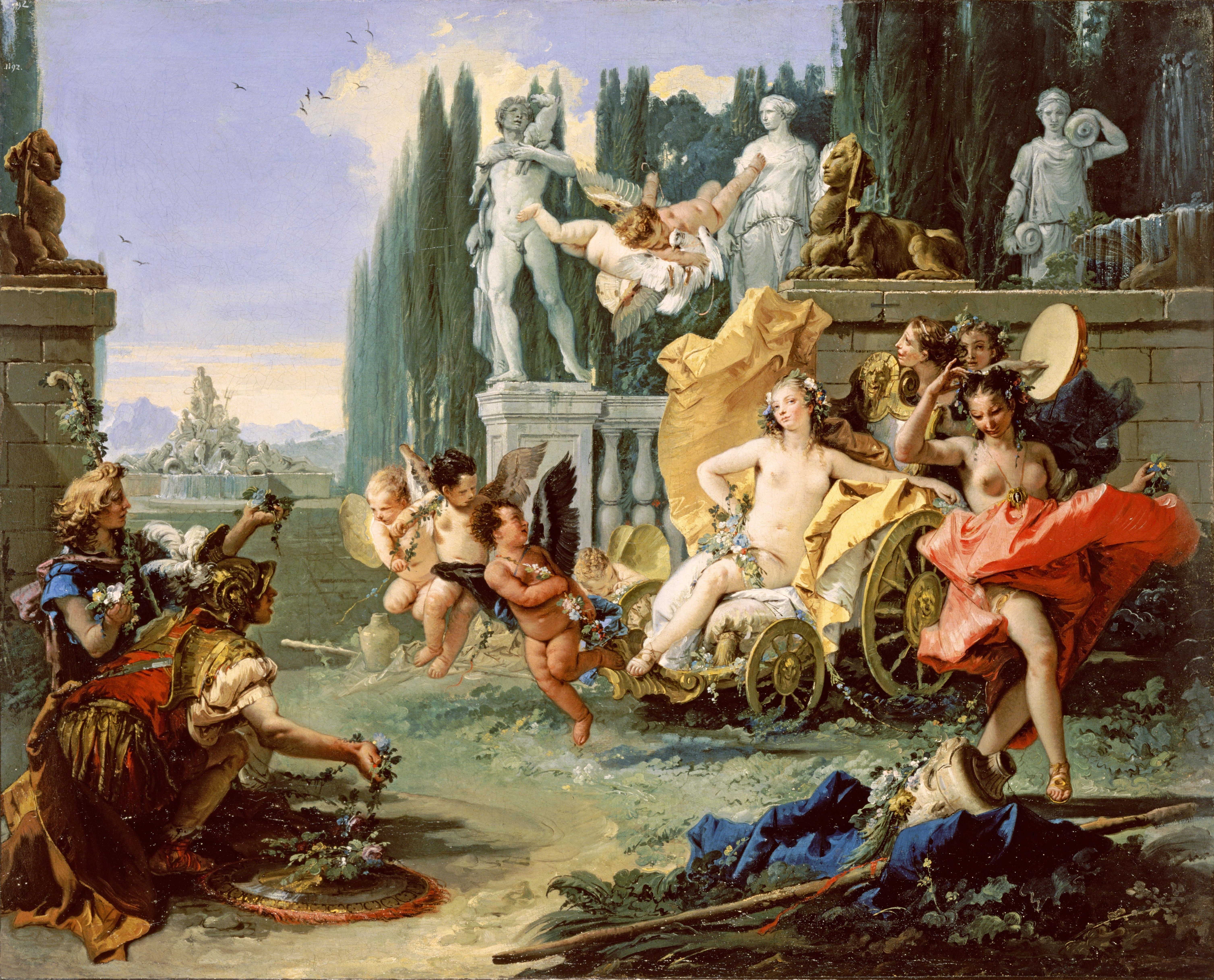
Triumf Flory (1743–44), Fine Arts Museums of San Francisco

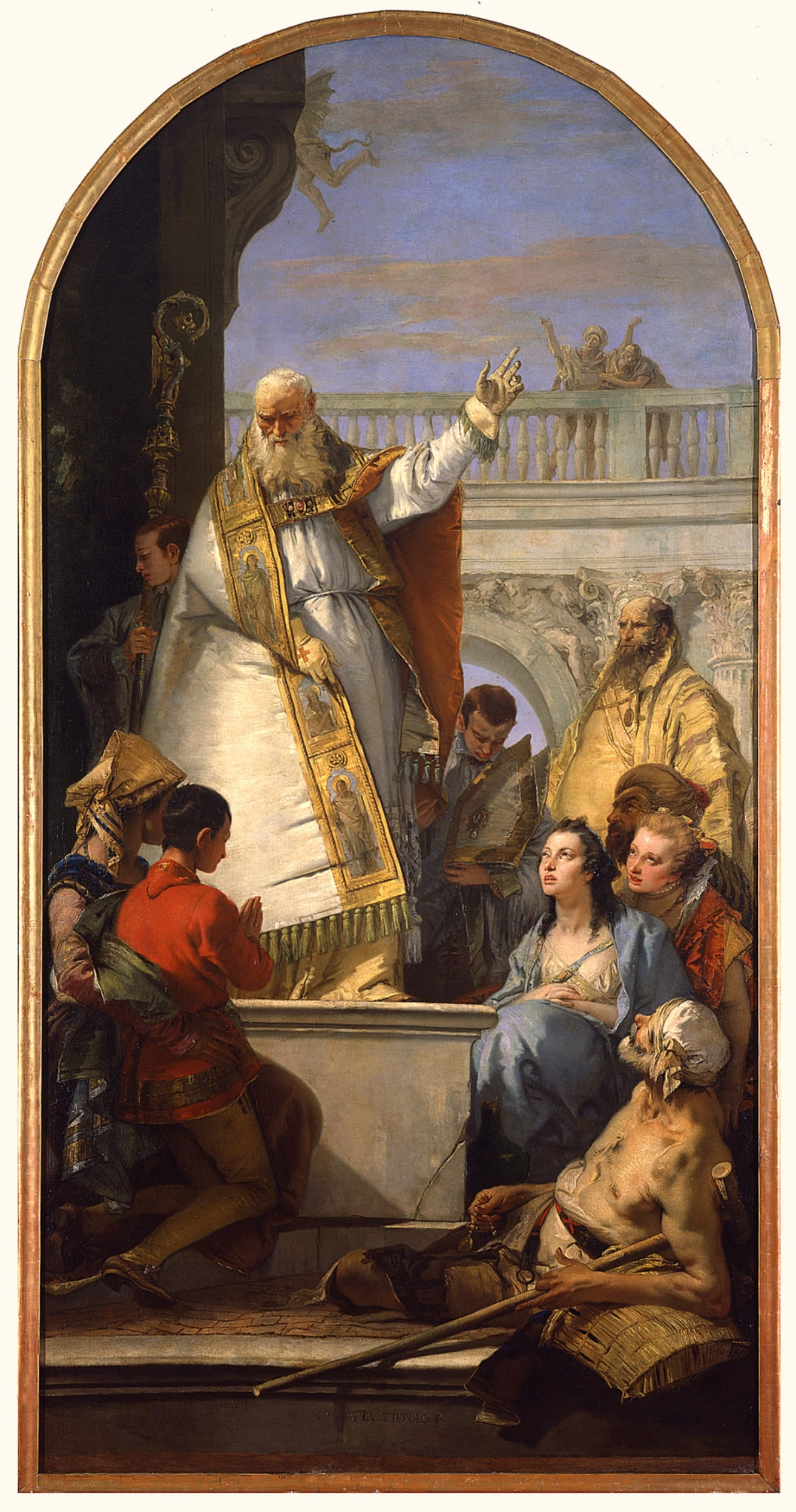
Św. Patryk, biskup Irlandii (ok. 1745), Musei Civici di Padova, Padwa

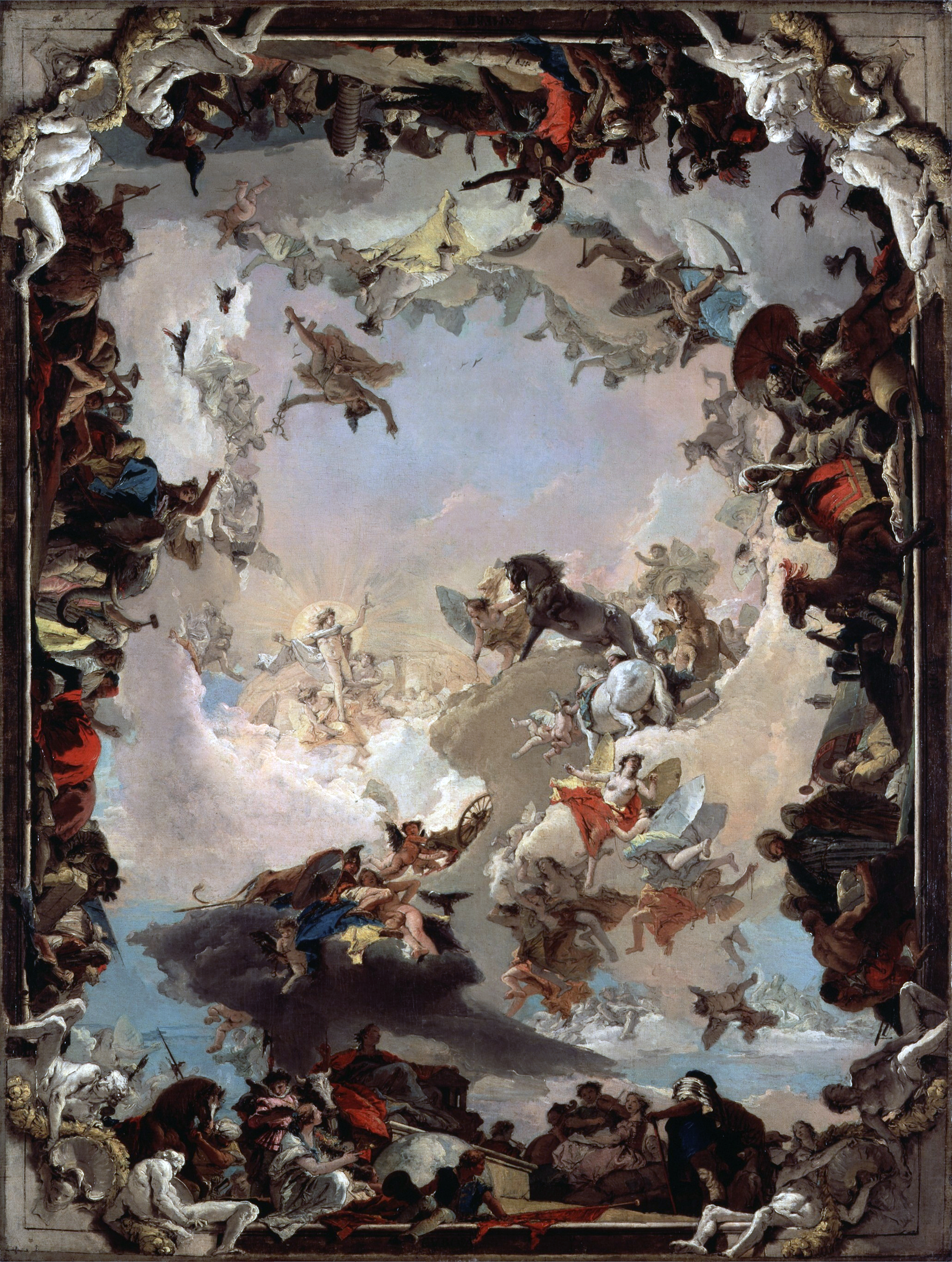
Alegoria Planet i Kontynentów (1752), Metropolitan Museum of Art, Nowy Jork

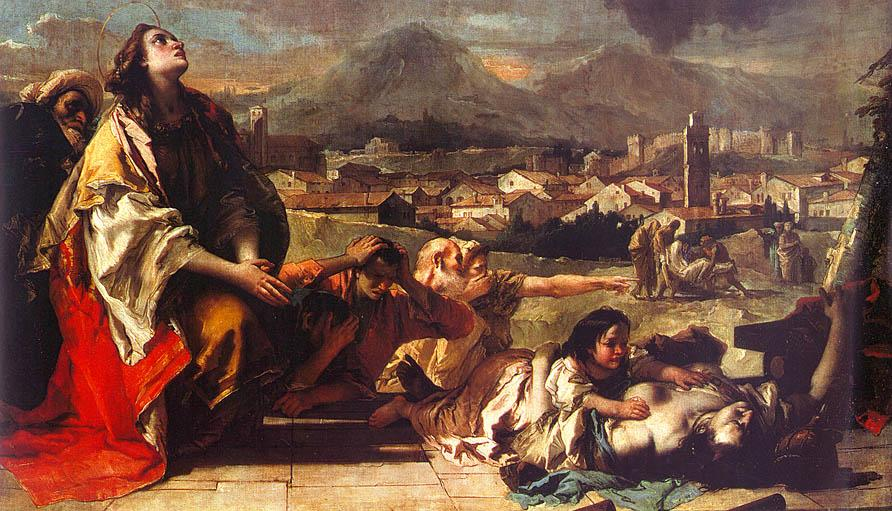
Święta Tekla wyzwalająca miasto Este z dżumy (1759)

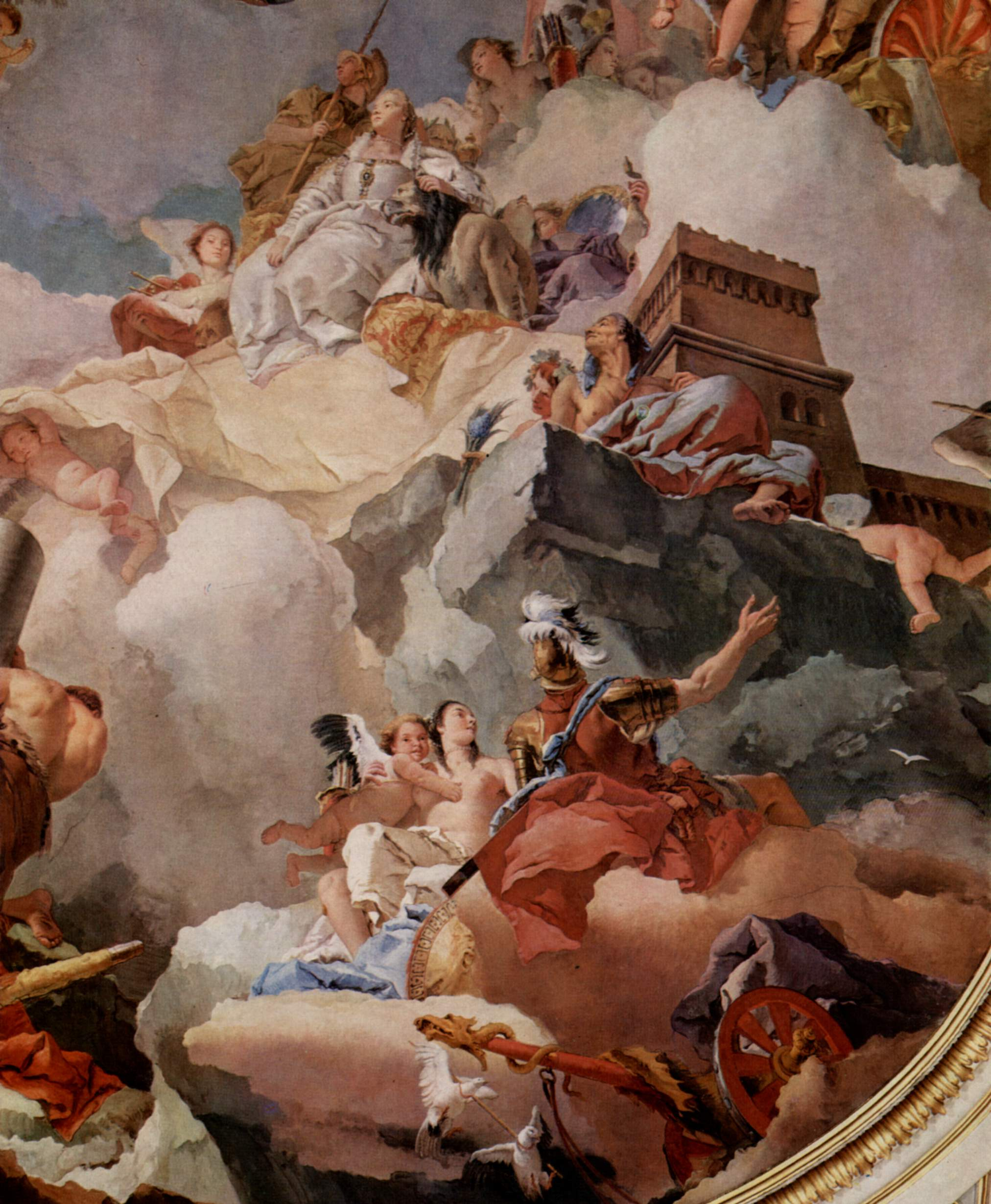
Apoteoza Hiszpanii (1762–66)

- Porwanie Sabinek – (1718-19), 288 × 588 cm, Ermitaż, Sankt Petersburg
- Diana i Akteon – (1720-22), 100 × 135 cm, Gallerie dell’Accademia, Wenecja
- Diana i Kallisto – (1720-22), 100 × 135 cm, Gallerie dell’Accademia, Wenecja
- Męczeństwo św. Bartłomieja – (1722), 139 × 167 cm, San Stae, Wenecja
- Cierpliwość Scypiona – (1722-23), 250 × 500 cm, Prado, Madryt
- Zwiastowanie – (1724-25), 46 × 38 cm, Ermitaż, Sankt Petersburg
- Apollo i Marsjasz – (ok. 1725), 100 × 135 cm, Gallerie dell’Accademia, Wenecja
- Porwanie Europy – (ok. 1725), 99 × 134 cm, Gallerie dell’Accademia, Wenecja
- Triumf Aureliusza – (ok. 1725), 260 × 402 cm, Galleria Sabauda, Turyn
- Zwiastowanie Najświętszej Pannie Marii – (ok. 1725), 71 × 50 cm, Zamek Królewski na Wawelu, Kraków
- Madonna wręczająca szkaplerz św. Szymonowi Stockowi – (1721-27), 210 × 650 cm, Pinakoteka Brera, Mediolan
- Triumf Scypiona – (ok. 1729), 546 × 322 cm, Ermitaż, Sankt Petersburg
- Hannibal rozpoznaje głowę swojego brata Hasdrubala – (1728-30), 383 × 182 cm, Kunsthistorisches Museum, Wiedeń
- Faeton i Apollo – (ok. 1730), 68 × 53 cm, Akademie der Bildenden Künste, Wiedeń
- Królowa Zenobia przemawiająca do żołnierzy – (ok. 1730), 262 × 366 cm, National Gallery w Londynie
- Mucjusz Scaevola przed Porseną – (1728-30), 387 × 227 cm, Ermitaż, Sankt Petersburg
- Anioł przychodzący z pomocą Hagar – (1732), 140 × 120 cm, Scuola Grande di San Rocco, Wenecja
- Abraham i trzej aniołowie – (1732), 140 × 120 cm, Scuola Grande di San Rocco, Wenecja
- Adoracja Dzieciątka Jezus – (ok. 1732), 228 × 160 cm, Bazylika św. Marka w Wenecji
- Edukacja Maryi – (ok. 1732), 362 × 200 cm, kościół Santa Maria della Fava, Wenecja
- Śmierć św. Hieronima – (1732-33), 33 × 44,2 cm, Museo Poldi Pezzoli, Mediolan
- Męczeństwo św. Agaty – (ok. 1734), 48,9 × 30 cm, Courtauld Gallery, Londyn
- Niepokalane Poczęcie – (1734-35), 378 × 187 cm, Museo Civico, Vicenza
- Triumf Zefira i Flory – (1734-35), 395 × 225 cm, Ca’ Rezzonico, Wenecja
- Jupiter i Danae – (ok. 1736), olej na płótnie, 41 × 53 cm, Muzeum Uniwersyteckie, Sztokholm
- Papież Klemens adorujący Trójcę Świętą lub Wizja św. Klemensa – (1737-38), 488 × 256 cm, Stara Pinakoteka, Monachium
- Niesienie krzyża – (ok. 1738), 52 × 63 cm, Gemäldegalerie, Berlin
- Madonna z sześcioma świętymi – (1737-40), 72,8 × 56 cm, Muzeum Sztuk Pięknych w Budapeszcie
- Triumf Amfitryty (ok. 1740) – (ok. 1740), 213 × 442 cm, Galeria Obrazów Starych Mistrzów w Dreźnie
- Ocalenie Mojżesza – (ok. 1740), 202 × 342 cm, National Gallery of Scotland, Edynburg
- Aleksander Wielki i Pankarpe w pracowni Apellesa – (ok. 1740), 42 × 54 cm, J. Paul Getty Museum, Los Angeles
- Czarodziej z Askalanu pokazuje Rinaldowi czyny jego przodków – (1740), 183 × 188 cm, Art Institute of Chicago
- Uczta Antoniusza i Kleopatry – (1742-43), 50,5 × 69 cm, Musee Cognacq Jay, Paryż
- Przeniesienie Świętego Domu do Loreto – (ok. 1743), 124 × 85 cm, Gallerie dell’Accademia, Wenecja
- Triumf Flory – (1743-44), 71,8 × 88,9 cm, Fine Arts Museums of San Francisco
- Uczta Kleopatry – (1743-44), 249 × 346 cm, National Gallery of Victoria, Melbourne
- Mecenas cesarz August i sztuki wyzwolone – (1744), 69,5 × 89 cm, Ermitaż, Sankt Petersburg
- Podwyższenie św. Krzyża (1740-45), (tondo), śr. 486 cm, Gallerie dell’Accademia, Wenecja
- Bachus i Adriana – (1743-45), 213,4 × 231,8 cm, National Gallery of Art, Waszyngton
- Apollo i Dafne – (1744-45), 96 × 79 cm, Luwr, Paryż
- Rinaldo zauroczony przez Armidę – (1742-45), 187,5 × 216,8 cm, Art Institute of Chicago
- Chrystus w ogrodzie Oliwnym – (1745-47), 79,4 × 88,5 cm, Kunsthalle, Hamburg
- Św. Patryk, biskup Irlandii – (ok. 1745), Civic Museums of Padua
- Madonna i Dzieciątko Jezus ukazujący się św. Szymonowi Stockowi – (1746-49), 65 × 41 cm, Luwr, Paryż
- Ostatnia komunia św. Łucji – (1747-48), 222 × 101 cm, kościół Santi Apostoli, Wenecja
- Palla delle Tre Sante – (ok. 1748), 340 × 168 cm, kościół Santa Maria del Rosario, Wenecja
- Święty Jakub z Compostelli walczy z Maurami – (1749), 317 × 163 cm, Muzeum Sztuk Pięknych w Budapeszcie
- Neptun obdarowuje Wenecję – (1748-50), 135 × 275 cm, Pałac Dożów, Wenecja
- Ostatnia Wieczerza – (1745-50), 78 × 88 cm, Luwr, Paryż
- Alegoria Planet i Kontynentów – (1752), 185,4 × 139,4 cm, Metropolitan Museum of Art, Nowy Jork
- Śmierć Hiacynta – (1752-53), 287 × 232 cm, Muzeum Thyssen-Bornemisza, Madryt
- Pokłon Trzech Króli – (1753), 425 × 211 cm, Stara Pinakoteka, Monachium
- Koronacja Maryi – (1754-55), 1-3 × 77 cm, Kimbell Art Museum, Fort Worth (USA)
- Grająca na mandolinie – (ok. 1755), 93,7 × 75 cm, Detroit Institute of Arts
- Siedzący mężczyzna i dziewczyna z dzbanem – (ok. 1755), 160 × 54 cm, National Gallery w Londynie
- Męczeństwo św. Agaty – (ok. 1756), 184 × 131 cm, Gemäldegalerie, Berlin
- Wizja św. Agaty – (1759), 244 × 120 cm, Galeria Obrazów Starych Mistrzów w Dreźnie
- Apollo pożądający Dafne – (1755-60), 68,5 × 87 cm, National Gallery of Art, Waszyngton
- Rinaldo i Armida podsłuchiwani przez Carla i Ubalda w zaczarowanym ogrodzie Armidy – (1755-60), 39 × 62 cm, Gemäldegalerie, Berlin
- Młoda kobieta w dominie i trójgraniastym kapeluszu – (1758-60), 62 × 49 cm, National Gallery of Art, Waszyngton
- Święta Tekla wyzwalająca miasto Este z dżumy – (1759)
- Kobieta z papugą – (1760-61), 70 × 52 cm, Ashmolean Museum, Oksford
- Olimp – (1761-64), 86 × 62 cm, Prado, Madryt
- Niepokalane Poczęcie – (1767-69), 279 × 152 cm, Prado, Madryt
- Alegoria Niepokalanego Poczęcia i Zbawienia – (1760-70), 59 × 45 cm, National Gallery of Ireland, Dublin
- Madonna ze szczygłem – (1767-70), 62 × 49,5 cm, National Gallery of Art, Waszyngton
- Abraham i trzej aniołowie – (1767-70), 197 × 151 cm, Prado, Madryt
- Odpoczynek podczas ucieczki do Egiptu – (1767-70), 55,5 × 41,5 cm, Staatsgalerie, Stuttgart

- Rebeka u studni – (84 × 105 cm), Luwr, Paryż

## Wybrane freski
- Alegoria Czterech Kontynentów – (1752-53), 1900 × 3050 cm, klatka schodowa, Rezydencja w Würzburgu
- Alegoria ślubu Ludovica Rezzonico i Faustiny Savoranga – (1758), 630 × 1030 cm, Ca’ Rezzonico, Wenecja
- Anioł ukazujący się Sarze – (1726-28)
- Apoteoza Monarchii Hiszpańskiej – (1762-66), 1500 × 900 cm, Palacio Real, Madryt
- Apoteoza rodziny Pisani – (1761-62), 1350 × 2350 cm, Villa Pisani, Stra
- Bellerofont i Pegaz – (1746-47), śr. 600 cm, Palazzo Labia, Wenecja
- Chwała Hiszpanii – (1762-66), 2700 × 1000 cm, Sala Tronowa, Palacio Real, Madryt
- Gniew Achillesa – (1757), 300 × 300 cm, Villa Valmarana, Vicenza
- Ofiara Ifigenii – (1757), 350 × 700 cm, Villa Valmarana, Vicenza
- Potęga krasomówstwa lub Siła elokwencji – (1724-25), 650 × 1000 cm, Palazzo Sandi, Wenecja
- Rachela ukrywająca posążki bóstwa przed Labanem – (1726-29), 4000 × 5000 cm, Pałac Arcybiskupi, Udine
- Spotkanie Antoniusza i Kleopatry – (1746-47), 650 × 300 cm, Palazzo Labia, Wenecja
- Trzej aniołowie ukazujący się Abrahamowi – (1726-29), 4000 × 2000 cm, Pałac Arcybiskupi, Udine
- Uczta Kleopatry – (1746-47), 650 × 300 cm, Palazzo Labia, Wenecja
- Ufundowanie różańca – (1737-39), 1200 × 450 cm, Santa Maria del Rosario, Wenecja
- Zaślubiny cesarza Fryderyka Barbarossy z Beatrice Burgundzką – (1750-53), 400 × 500 cm, Sala Cesarska, Rezydencja w Würzburgu

## W oczach potomnych
- „Tiepolo jest bardzo inteligentny i łatwy w kontakcie; posiada niespożyty zapał, umiejętność stosowania wspaniałych kolorów i nadzwyczajną prędkość w malowaniu. Tworzy obrazy w krótszym czasie, nim inny zdąży wymieszać farby” (Carl Gustaf Tessin, 1736)[1].

- „Jego freski są tak zachwycające, że wydaje się, iż to sama natura wyznaczyła mu drogę, czyniąc go tak zręcznym i zdolnym do tworzenia wielkich dzieł” (Luigi Lanzi, 1824)[2].

- „W swych obrazach religijnych poszukuje melodramatu, zaś w obrazach alegorycznych ruchu i mocnego efektu” (Hipolit Taine, 1864)[3].

- „Malarstwo Tiepola staje się autonomicznym zjawiskiem, a każde kolejne jego płótno współzawodniczy z dziełami, które je poprzedzały, szukając coraz to niebezpieczniejszej, coraz to zuchwalszej scenografii, jak również coraz bogatszych, coraz bardziej absolutnych efektów kolorystycznych” (Eugenio Riccomini, 1974)[4].

- „Jego opanowanie środków techniczno-artystycznych – rysunku, światła, koloru, skrótów, ruchu, perspektywy, reżyserii malarskiej – jest wręcz zawrotne. Żadnego przy tym mozołu, wszystko zrobione jakby od niechcenia. Pozy i ruchy postaci nigdy przy tym nie są karkołomne i dziwaczne, jak to bywa u manierystów XVI wieku” (Maria Rzepińska, 1976)[5].

- „Jego postaci zdają się płynąc gdzieś w przestworzach na zawrotnej wysokości, a oszołomiony widz, tracąc poczucie rzeczywistości, doznaje wrażenia, że razem z nimi unosi się nad ziemią” (Adam Bochnak, 1983)[6].

- „Cała bujna dekoracyjność i świetność kolorystyczna malarstwa weneckiego znajdą w jego dziele kulminację, choć wybujałość jest tu pod mistrzowską kontrolą. Jakaś naturalna radość pobudza wyobraźnię artysty, a lotów jego wizualnej fantazji nikt już nie przewyższył” (Wendy Beckett, 1994)[7].

- „Zasadnicze elementy jego stylu: sztuka właściwego rozmieszczenia postaci na płaszczyźnie, sztuka stworzenia iluzji o ogromnej głębi i odnalezienie światła oraz atmosfery, które sprawiają, że wibruje cały obraz, i które przydają mu siły, życia i poezji” (Patrick Violette, 1995)[8].

- „Tiepolo zdejmuje z nas ciężar, dostarcza powietrza, pozwala unosić się w przestworzach, stwarzając złudzenie, że wstępujecie w niebo” (Alain Buisine, 1996)[9].

- „Ostatni wielki dekorator, ostatni tytan renesansowej „maniera grande”. Ostatni twórca gigantycznych pikturalnych dewocjonaliów, ostatni epik mitologii antycznej ilustrowanej przez malarstwo – ostatni grzmiący ryk Wenecji na arenie Szkoły Weneckiej, czyli ostatnia brawurowa symfonia kilkuset lat Szkoły Weneckiej” (Waldemar Łysiak, 1999)[10].